# Friedrich Koncilia
Friedrich „Friedl“ Koncilia (* 25. Februar 1948 in Klagenfurt, Kärnten) ist ein ehemaliger österreichischer Fußballspieler.

## Karriere
Koncilia war Tormann von Austria Klagenfurt, SSW Innsbruck, RSC Anderlecht und FK Austria Wien, wo er von Dezember 1979 bis 1985 218 Spiele absolvierte. Er wurde bei 84 Länderspielen der österreichischen Nationalmannschaft eingesetzt und nahm an den Fußball-Weltmeisterschaften 1978 und 1982 teil. Insgesamt absolvierte er 526 Meisterschaftsspiele, 76 Pokalspiele und 51 Europacupspiele. 

## Erfolge
- 8 × Österreichischer Meister: Mit SSW Innsbruck (1972, 1973, 1975, 1977), mit Austria Wien (1980, 1981, 1984, 1985)
- 6 × Österreichischer Cupsieger: 1973, 1975, 1978, 1980, 1982 und 1984
- Mitglied der Austria-Elf des Jahrhunderts (Wahl 2001)